# Giải BAFTA lần thứ 21
Giải BAFTA lần thứ 21, được trao bởi Viện Hàn lâm Nghệ thuật Điện ảnh và Truyền hình Anh Quốc năm 1968 để tôn vinh những bộ phim xuất sắc nhất năm 1967.

## Chiến thắng và đề cử

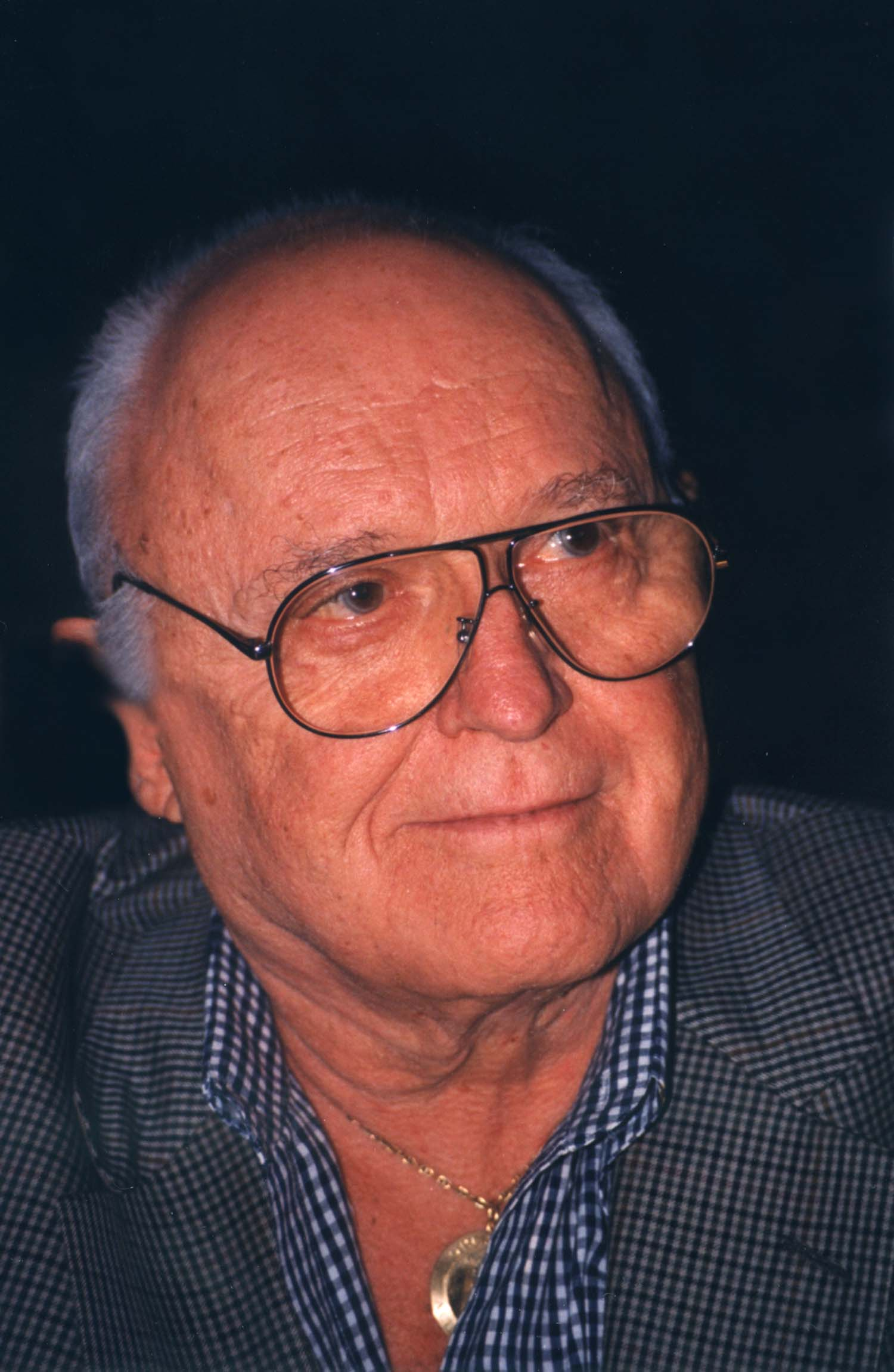
Rod Steiger, Nam diễn viên nước ngoài xuất sắc nhất

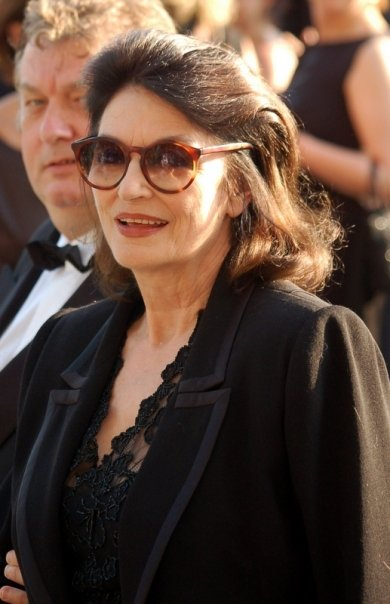
Anouk Aimée, Nữ diễn viên nước ngoài xuất sắc nhất

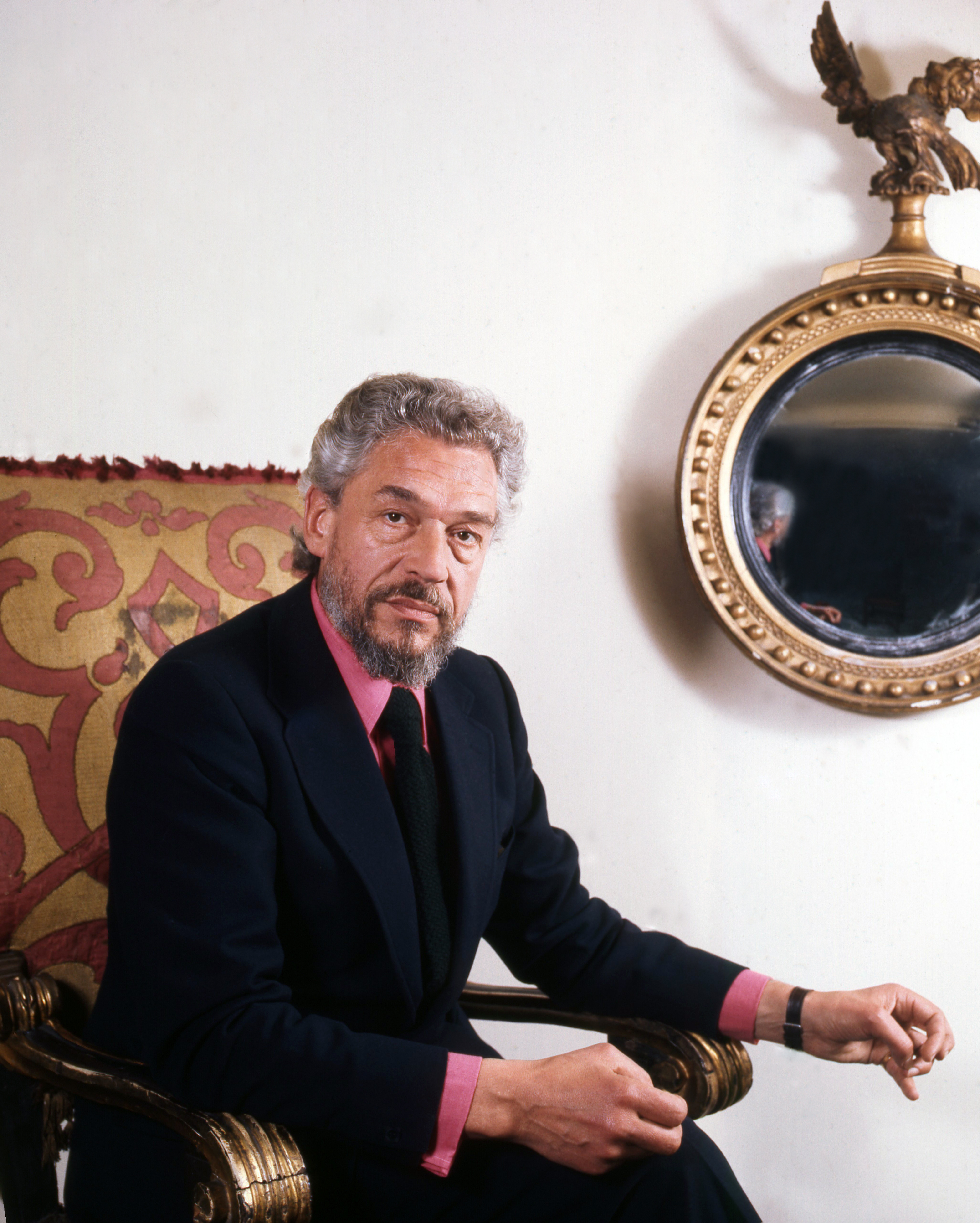
Paul Scofield, Nam diễn viên Anh xuất sắc nhất

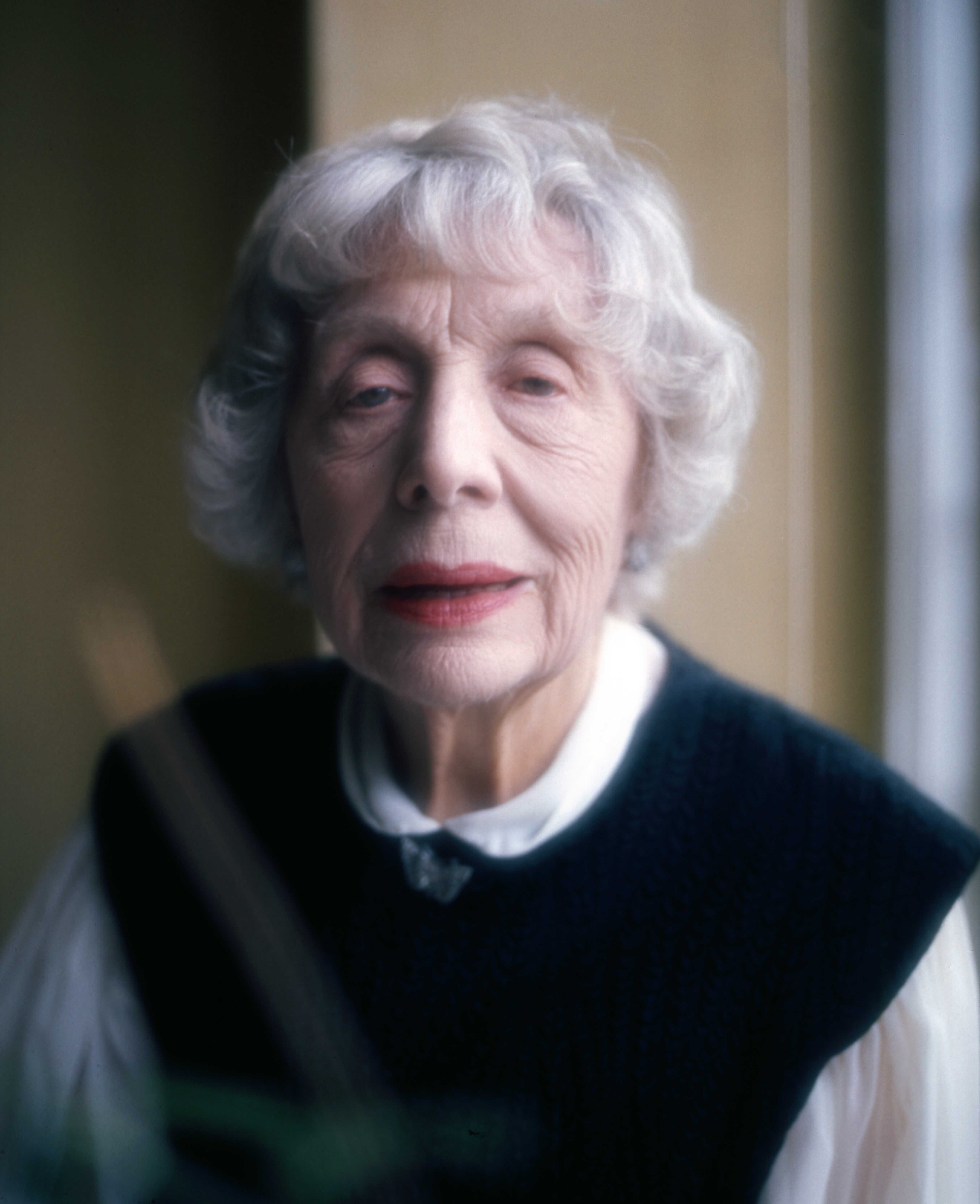
Edith Evans, Nữ diễn viên Anh xuất sắc nhất

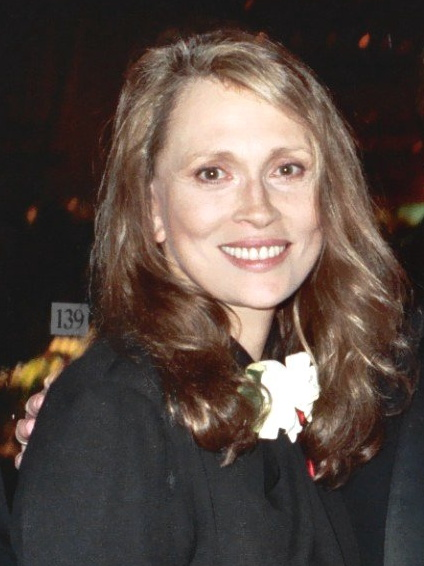
Faye Dunaway, Diễn viên mới xuất sắc nhất

| Nam diễn viên nước ngoài xuất sắc nhất Rod Steiger – In the Heat of the Night vai Cảnh sát trưởng Bill Gillespie - Orson Welles – Chimes at Midnight vai Falstaff - Sidney Poitier – In the Heat of the Night vai Virgil Tibbs - Warren Beatty – Bonnie and Clyde vai Clyde Chestnut Barrow                    | Nam diễn viên nước ngoài xuất sắc nhất Anouk Aimée – A Man and a Woman vai Anne Gauthier - Bibi Andersson – My Sister, My Love vai Charlotte - Bibi Andersson – Persona vai Alma - Jane Fonda – Barefoot in the Park vai Corie Bratter - Simone Signoret – The Deadly Affair vai Elsa Fennan |
| Nam diễn viên Anh xuất sắc nhất Paul Scofield – A Man for All Seasons vai Thomas More - Dirk Bogarde – Accident vai Stephen - Dirk Bogarde – Our Mother's House vai Charlie Hook - James Mason – The Deadly Affair vai Charles Dobbs - Richard Burton – The Taming of the Shrew vai Petruchio                  | Nữ diễn viên Anh xuất sắc nhất Edith Evans – The Whisperers vai Bà Ross - Barbara Jefford – Ulysses vai Molly Bloom - Elizabeth Taylor – The Taming of the Shrew vai Katharina |
| Phim Anh hay nhất A Man for All Seasons – Fred Zinnemann - Accident – Joseph Losey - Blow-Up – Michelangelo Antonioni - The Deadly Affair – Sidney Lumet | Kịch bản Anh hay nhất A Man for All Seasons – Robert Bolt - Accident – Harold Pinter - The Deadly Affair – Paul Dehn - Two for the Road – Frederic Raphael |
| Phim hoạt hình hay nhất Notes on a Triangle – René Jodoin - Tidy Why – Bill Sewell - Toys – Grant Munro | Phim tài liệu hay nhất To Die in Madrid – Frédéric Rossif - Famine – Jack Gold - The Things I Cannot Change – Tanya Ballantyne |
| Phim ngắn hay nhất Indus Waters – Derek Williams - Mafia No! – John Irvin - Opus – Don Levy - Rail – Geoffrey Jones | Phim chuyên môn hay nhất Energy and Matter – Robert Verrall - How the Motor Car Works – Derek Armstrong - Paint – Michael Heckford - Revolutions for All – Jeff Inman |
| Phim hay nhất A Man for All Seasons – Fred Zinnemann - Bonnie and Clyde – Arthur Penn - In the Heat of the Night – Norman Jewison - A Man and a Woman – Claude Lelouch | Chỉ đạo nghệ thuật Anh xuất sắc nhất A Man for All Seasons – John Box - Accident – Carmen Dillon - Blow-Up – Assheton Gorton - You Only Live Twice – Ken Adam |
| Quay phim Anh xuất sắc nhất, Phim đen trắng The Whisperers – Gerry Turpin - Mademoiselle – David Watkin - The Sailor from Gibraltar – Raoul Coutard - Ulysses – Wolfgang Suschitzky | Quay phim Anh xuất sắc nhất, Phim màu A Man for All Seasons – Ted Moore - Blow-Up – Carlo Di Palma - The Deadly Affair – Freddie Young - Far from the Madding Crowd – Nicolas Roeg |
| Thiết kế phục trang Anh xuất sắc nhất, Phim đen trắng Mademoiselle – Jocelyn Rickards - The Sailor from Gibraltar – Jocelyn Rickards | Thiết kế phục trang Anh xuất sắc nhất, Phim màu A Man for All Seasons – Elizabeth Haffenden và Joan Bridge - Casino Royale – Julie Harris - Far from the Madding Crowd – Alan Barrett - Half a Sixpence – Elizabeth Haffenden và Joan Bridge                                                 |
| Diễn viên mới tiềm năng cho vai chính Faye Dunaway – Bonnie and Clyde vai Bonnie Elizabeth Parker Faye Dunaway – Hurry Sundown vai Lou McDowell - Michael J. Pollard – Bonnie and Clyde vai C.W. Moss - Milo O'Shea – Ulysses vai Leopold Bloom - Peter Kastner – You're a Big Boy Now vai Bernard Chanticleer | Giải Liên Hợp Quốc In the Heat of the Night – Norman Jewison - Tin Mừng theo thánh Mátthêu – Pier Paolo Pasolini |

## Thống kê
| Số lượng | Phim                       |
| -------- | -------------------------- |
| 7        | A Man for All Seasons      |
| 5        | The Deadly Affair          |
| 4        | Accident                   |
| 4        | In the Heat of the Night   |
| 3        | Blow-Up                    |
| 3        | Bonnie and Clyde           |
| 3        | Ulysses                    |
| 2        | Far from the Madding Crowd |
| 2        | Mademoiselle               |
| 2        | A Man and a Woman          |
| 2        | The Sailor from Gibraltar  |
| 2        | The Taming of the Shrew    |
| 2        | The Whisperers             |

| Số lượng | Phim                     |
| -------- | ------------------------ |
| 7        | A Man for All Seasons    |
| 2        | In the Heat of the Night |
| 2        | The Whisperers           |